# 2011년 대한민국의 베스트셀러 목록
다음은 2011년 대한민국의 베스트셀러 목록이다. 

## 종합
1. 아프니까 청춘이다
2. 정의란 무엇인가
3. 엄마를 부탁해

아프니까 청춘이다 (2011년, 1위 베스트셀러)

4. 백설공주에게 죽음을(타우누스 시리즈 4)
5. 도가니
6. 스티브 잡스(양장본 HardCover)
7. 생각 버리기 연습
8. 닥치고 정치
9. 자기혁명(시골의사 박경철의)
10. 그들이 말하지 않는 23가지
11. 종이 여자
12. 낯익은 타인들의 도시
13. 해커스 토익 READING(3판)(단어암기장1권, 해설집1권포함)
14. 사랑합니다 감사합니다
15. 해커스 토익 보카(무료 단어암기 TEST, 무료학습자료 제공)
16. 이 세상 살지 말고 영원한 행복의 나라 가서 살자(양장본 HardCover)
17. 베르나르 베르베르의 상상력 사전
18. 운명(문재인의)
19. 해커스 토익 스타트 READING(초보토익 4주완성)
20. 리딩으로 리드하라(양장본 HardCover)
21. 서른 살엔 미처 몰랐던 것들
22. 7년의 밤
23. 10년후 미래
24. 고구려. 1: 도망자 을불(양장본 HardCover)
25. 두근 두근 내 인생
26. 브리다(양장본 HardCover)
27. 해커스 토익 LISTENING(개정판 3판)(CD1장, 해설집포함)
28. 못 가본 길이 더 아름답다(양장본 HardCover)
29. 나는 아직 어른이 되려면 멀었다
30. 김제동이 만나러 갑니다
31. 빅 픽처
32. 인생의 절반쯤 왔을 때 깨닫게 되는 것들
33. 화내지 않는 연습(양장본 HardCover)
34. 디퍼런트(양장본 HardCover)
35. 빌딩부자들
36. 십자군 이야기. 1
37. 4001
38. 마흔에 읽는 손자병법
39. 해커스 토익 스타트 LISTENING(CD1장포함)
40. 나를 끌고 가는 너는 누구냐
41. 나의 문화유산답사기. 6
42. 친구가 되어 주실래요(증보판)
43. 스무 살 절대 지지 않기를
44. 마당을 나온 암탉(사계절아동문고 40)
45. 공부는 내 인생에 대한 예의다
46. 서른에서 멈추는 여자 서른부터 성장하는 여자
47. 나는 세계일주로 경제를 배웠다
48. 1Q84. 3(양장본 HardCover)
49. 사라진 소녀들
50. 해커스 토익 보카(인덱스포함)(증보판)
51. 뿌리깊은 나무. 1
52. 혼자 사는 즐거움
53. 꿈꾸는 다락방(양장본 HardCover)
54. 카산드라의 거울. 1(양장본 HardCover)
55. 실행이 답이다(양장본 HardCover)
56. 아이의 자존감
57. HACKERS VOCABULARY(해커스 보캐블러리)
58. 나의도전 나의열정
59. 완득이(양장본 HardCover)
60. 나쁜 사마리아인들
61. 김병만 달인정신: 꿈이 있는 거북이는 지치지 않습니다
62. 꽃이 지고 나면 잎이 보이듯이
63. ENGLISH RESTART REAL TALKING(잉글리시 리스타트 리얼 토킹)
64. THEIR ROOMS 우리 이야기(JYJ MUSIC ESSAY )
65. 임신 출산 육아 대백과(개정판)
66. 지리산 행복학교(공지영의)
67. 나는 아내와의 결혼을 후회한다
68. 여자를 증오한 남자들. 1(밀레니엄 1부)
69. 마당을 나온 암탉(애니메이션 그림책)(양장본 HardCover)
70. 스님의 주례사
71. 무조건 행복할 것(양장본 HardCover)
72. 내 아이를 위한 감정코칭(존 가트맨 최성애 박사의)
73. 덕혜옹주
74. 성경과 5대 제국(통박사 조병호의)
75. 독서 천재가 된 홍대리
76. 위험한 관계
77. 폰더 씨의 위대한 결정(양장본 HardCover)
78. 맨발로 글목을 돌다(이상문학상 작품집)
79. 왜 세계의 절반은 굶주리는가
80. 이상한 나라의 앨리스(비룡소 클래식 16)
81. 영원히 살 것처럼 배우고 내일 죽을 것처럼 살아라(개정판)
82. 3분 고전
83. 알레프(양장본 HardCover)
84. 세 얼간이
85. 왜 나는 너를 사랑하는가(개정판)(양장본 HardCover)
86. 숀리 다이어트
87. 흑산
88. 이케다 다이사쿠 명언 100선(양장본 HardCover)
89. 바보처럼 공부하고 천재처럼 꿈꿔라(청소년 롤모델 시리즈 1)
90. 크리티컬 매스
91. 삐뽀삐뽀 119소아과(개정판 11판)(삐뽀삐뽀 시리즈 1)
92. 구해줘(2판)
93. 토마토 BASIC READING(토익이 가벼워지는)(2판)(필수단어암기장포함)
94. 네가 어떤 삶을 살든 나는 너를 응원할 것이다(양장본 HardCover)
95. 스무살에 알았더라면 좋았을 것들
96. 그 동안 당신만 몰랐던 스마트한 실수들
97. 철학이 필요한 시간
98. 마법천자문. 19: 찍어라 도장 인(손오공의 한자 대탐험)
99. 시크릿(양장본 HardCover)
100. 수수께끼 풀이는 저녁식사 후에

## 같이 보기
- 대한민국의 베스트셀러